# Tour de France für Automobile 1986
Die Tour de France für Automobile 1986 war die letzte Tour de France für Automobile und wurde als Rallye im Herbst 1986 in Nordfrankreich ausgetragen.
Da das Rennen nach wie vor weitgehend auf öffentlichen Straßen ausgefahren wurde, genügte die Veranstaltung nicht mehr den notwendigen Sicherheitsauflagen im Motorsport. Hauptgrund für den Umstand, dass 1986 die letzte Tour gefahren wurde, war aber der Mangel an Sponsorgeldern. Die französische Motorsportpresse zeigte kaum noch Interesse an einem Autorennen quer durch Frankreich. Auch Zuschauer kamen nur mehr spärlich. Das Rennen endete daher mit einem großen finanziellen Schaden für die Veranstalter.
Die Gesamtwertung sicherte sich der Franzose François Chatriot auf einem Renault 5 Maxi Turbo vor seinem Landsmann Didier Auriol, der einen Mercedes-Benz 190 fuhr.

## Die ersten sechs der Gesamtwertung
| Pl. | Fahrer              | Copilot          | Fahrzeug                 |
| --- | ------------------- | ---------------- | ------------------------ |
| 1   | François Chatriot   | Michel Périn     | Renault 5 Maxi Turbo     |
| 2   | Didier Auriol       | Bernard Occelli  | Mercedes-Benz 190/2.3-16 |
| 3   | Yves Loubet         | Jean-Marc Andrié | Alfa Romeo 75 V6         |
| 4   | Bertrand Balas      | Eric Lainé       | Alfa Romeo Alfetta GTV   |
| 5   | Pierre-César Baroni | Andrée Tabet     | Ford Escort RS           |
| 6   | Alain Oreille       | Sylvie Oreille   | Renault 11 Turbo         |

## Klassensieger
| Klasse   | Fahrer              | Copilot         | Fahrzeug                 | Platzierung im Gesamtklassement |
| -------- | ------------------- | --------------- | ------------------------ | ------------------------------- |
| Gruppe B | François Chatriot   | Michel Périn    | Renault 5 Maxi Turbo     | Gesamtsieg                      |
| Gruppe A | Didier Auriol       | Bernard Occelli | Mercedes-Benz 190/2.3-16 | Rang 2                          |
| Gruppe N | Pierre-César Baroni | Andrée Tabet    | Ford Escort RS           | Rang 5                          |